# STS-40
STS-40 var Columbias 11. rumfærge-mission.
Opsendt 5. juni 1991 og vendte tilbage den 14. juni 1991. Det var en spacelabmission kaldet SLS-1 (Spacelab Life Sciences) og var fokuseret på biologi.

## Besætning
- Bryan O'Connor (kaptajn)
- Sidney Gutierrez (pilot)
- James Bagian (1. missionsspecialist)
- Tamara Jernigan (2. missionsspecialist)
- Margaret Seddon (3. missionsspecialist)
- Francis Gaffney (1. nyttelastspecialist)
- Millie Hughes-Fulford (2. nyttelastspecialist)

## Missionen
Hovedartikler: